# Shikar Beh
Der Shikar Beh (oder Shikarbeh) ist ein Berg im Westhimalaya im indischen Bundesstaat Himachal Pradesh.
Der 6201 m hohe Shikar Beh ist einer der höchsten Berge der Bergkette Pir Panjal. Der Berg liegt 258 km nordnordwestlich der Stadt Manali an der Distriktgrenze von Kangra im Süden und Lahaul und Spiti im Norden. Er bildet die höchste Erhebung im Kangra-Distrikt. 
Der Gletscher an der Südostflanke des Shikar Beh gehört zum Quellgebiet des Ravi. Nördlich des Shikar Beh verläuft das Flusstal des Chandra. 2,55 km südöstlich erhebt sich der 6069 m hohe Makarbeh. 